# 八墙子乡
八墙子乡，是中华人民共和国新疆维吾尔自治区哈密市巴里坤哈萨克自治县下辖的一个乡镇级行政单位。因地形像八字而得名。

## 地理
八墙子乡位于巴里坤盆地北部，东邻红山农场、伊吾县，南接大河镇，西毗大红柳峡乡。总面积916.2平方千米，莫钦乌拉山横贯其中，以山地为主，海拔1 800～2 500米。地表水有大熊沟水系。乡政府设在阿格喜沃巴村。
地处中纬度高寒地带，四季不分明，气温日变化大，年平均气温0℃，1月平均气温零下17.6℃，极端最低气温零下44℃；7 月平均气温25℃，极端最高气温32℃，0℃以上持续期188天。生长期年平均104天，无霜期年平均104天。年均日照时数3 269小时。年平均降水量209毫米。年蒸发量平均1 638毫米，年均大风天数9天，全年盛行西北风，主要集中在3～5月，年均风速3.2～3.6米/秒。

## 歷史
1954年建八墙子牧场，为县贸易公司商品活畜经营运转牧场。1979年，列为中国食品公司牛羊肉生产基地重点发展牧场。1984年由原食品牧场改为乡。1987年，八墙子乡辖1个大队，5个生产队，有常住人口1 153人，其中哈萨克族1 040人。1990年有阿格喜沃巴村1个行政村，牧业村、牛圈湖村2个自然村，3个村民小组。2010年，有常住人口705户2 309人。

## 经济
经济以畜牧业为主。2010年有牲畜存栏3.4万头只，可耕地670公顷，播种面积174公顷，以种植小麦为主，其中小麦133.33公顷，蔬菜类7.33公顷。天然草场11.33万公顷，其中春秋草场3万公顷，夏草场2.67万公顷，冬草场5.66万公顷，围栏草场2万公顷，可打草场9 000公顷。有机电井10眼，保灌面积417公顷。2010年有学校1所，卫生院1所，村级卫生室1所。

## 行政区划
八墙子乡下辖以下地区：
阿格喜沃巴村和北戈壁村。